# فلورية
الفَلْوَرِيّة أو التَّفَلْوُر أو اللَّصَف أو الإِسْتِشْعاع (Fluorescence) تعرف بشكل عام بأنها إصدار ضيائي لمادة عندما يتوافق طول موجة الشعاع الساقط عليها مع مستويات الطاقة لذرات أو جزيئات تلك المادة. يحدث أن تثار تلك المستويات للطاقة، ثم تحدث ظاهرة الفلورية فتصدر المادة الإصدار الضيائي المميز لها، حيث يكون أحمرَ أو أخضرَ أو أصفرَ أو غير ذلك. ويتوقف هذا الإصدار فجأة عندما تتوقف الطاقة المحفزة (الشعاع المحفز).

## طريقة تعريف

مخطط يابلونسكي. يمتص أحد إلكترونات ذرة المادة فوتونا (شعاع ضوء) ذو طاقة عالية من المصدر، بهذا يـُثار الإلكترون ويهتز. ثم يهدأ اهتزاز الإلكترون في الذرة مرسلا ضوءا مميزا للمادة ذو طول موجة أطول من طول موجة الشعاع الساقط.

عندما يمتص أحد إلكترونات ذرة المادة فوتونا (شعاع ضوء) ذو طاقة عالية من المصدر، يـُثار الإلكترون ويرفع إلى مستوى طاقة أعلى في الذرة s1 , ويهتز. ثم يهدأ اهتزاز الإلكترون في الذرة نازلا إلى مستوى طاقة أسفل منه مرسلا ضوءا مميزا للمادة ذو طول موجة أطول من طول موجة الشعاع الساقط (الشعاع الأخضر في الرسم). تعتمد طول موجة الشعاع الصادر من الذرة على مستويات الطاقة التي ينتقل بينها الإلكترون في الذرة (انظر الشكل) . فقد يكون التوهج اللاحق للإصار ذو لون احمر أو أخضر أو غير ذلك حسب نوع المادة.
الزمن بين امتصاص الذرة لطاقة الفوتون ثم إصدار شعاع الضوء باللون المميز لها يكون قصيرا جدا 10−8 ثانية ، ويسمى هذا الزمن زمن الاضمحلال .
في محاولة لجعل هذا التعريف ذو معنى مفهوم، نذكر أن زمن الاضمحلال أو زمن التوهج الاللاحق . وربما يكون أوضح فرق بين المواد الفلورية ونظائرها ذات زمن التوهج اللاحق الأكبر، والمسماة بالمواد الفسفورية، ليس مقدار زمن الاضمحلال بحد ذاته، بل الفرق هو أن اضمحلال المواد الفلورية غير مرتبط بدرجة الحرارة.
إذا أخذ هذا الفرق الأخير بعين الاعتبار، فإن الإصدار الضيائي من بعض المواد مثل اليورانيل (uranyl) والفلزات النادرة الفلورية يمكن أن يسمى بالتألق البطيء بدلا من الوميض الفسفوري. فزمن التوهج اللاحق لإصدارها الضيائي يحدث في الميلي ثانية إلى الثانية، بدلا من 10−8 ثانية، مظهرًا أن التحولات البصرية إلى حد ما "ممنوعة"، ولكن الاضمحلال يكون غير مرتبط بدرجة الحرارة على مجال واسع من تلك الدرجات، وهو يتبع قانون التحلل الأسي التالي:
{\displaystyle \left[I\right]=\left[I\right]_{0}e^{-\Gamma t},}
الشدة الضيائية Io تتناسب مع عدد الذرات المثارة عند الوقت 0 ، والشدة الضيائية I تتناسب مع معدل إصدار الذرات للاشعة المميزة لها . هذا المعدل يتبع دالة أسية بالنسبة للزمن t . أي أن الذرات تعود إلى مستوى طاقتها الأرضي واحدة تلو الأخرى وتكون في البدء كثيرة، وتقل بعد ذلك وتضمحل . زمن الاضمحلال هذا من خواص المادة ويرمز له بالرمز {\displaystyle {\Gamma }} (حيث {\displaystyle {\Gamma }} مقلوب العمر الإشعاعي الطبيعي أو عمر المواد الفلورية). في هذه المعادلة، I هي الشدة الضيائية في زمن t، وI0 هي الشدة عند t = 0، وهو الزمن الذي تزول به الطاقة المثارة. علامة الناقص (-) في المعادلة تعني إضمحلال شدة الضوء الفلورنسي مع الزمن.
يجب الأخذ بعين الاعتبار شرط أن جميع الأنظمة المتألقة تخسر فعاليتها عند درجات الحرارة العالية. ولكل نظام درجة الحرارة الخاصة به، ويسمى هذا بالإطفاء الحراري (thermal quenching). يحدث الإطفاء نتيجة أن زيادة الحرارة تحفز الذرة أو الجزيء على تفريغ الحالة المثارة وتبديد الطاقة المثارة بشكل غير إشعاعي.
في المراجع العلمية للمواد العضوية المتألقة، يستخدم مصطلح المواد الفلورية حصرًا للإشارة إلى التألق الذي يحدث عندما تقوم الذرة أو جزيء بتحول ضوئي مسموح. والتألق له زمن اضمحلال مميز للمادة ويتبع قانون الاضمحلال الأسي. كما أن لكل مادة فسفورية توزيع طيفي مختلف عن التوزيع الطيفي للمواد الفلورية.

## المواد الفلورية
يمكن للمواد الفلورية أن تحفز بشكلها الغازي أو السائلي أو الصلب. تسمى المواد الفلورية الصلبة بالفوسفوريات، بغض النظر عن زمن الاضمحلال الذي يغطي مجالا كبيرًا من رتبة 5 × 10−9 ثانية، وذلك للعديد من المواد البلورية العضوية وحتى 2 ثانية بالنسبة لسيليكات اليوروبيوم والسترونتيوم الفوسفورية.

## التطبيقات
تستخدم المواد الفلورية ذات زمن اضمحلال بين 10−9 و 10−7 ثانية لتحديد وقياس الإشعاعات عالية الطاقة، مثل الأشعة السينية وأشعة غاما، والجسيمات عالية الطاقة مثل جسيمات ألفا، وجسيمات بيتا، والنترونات. هذه المواد تحدث ومضات في بعض الأجسام الصلبة البلورية، وفي محاليل بعض الهيدروكربونات العطرية عديدة النوى، أو المواد اللدائنية المغطسة في هذه الهيدروكربونات.
تطبيق آخر للمواد الفلورية المحفزة بالأشعة السينية هي في تكثيف الشاشات في التصوير الشعاعي الطبي. فهذه الشاشات، توضع على تماس مع فيلم التصوير شعاعي، فتخفض التعرض للأشعة السينية اللازمة لتشكيل الصورة بسبب التأثير التصويري المضاف من قبل المواد الفلورية. تستخدم عادة تنغستات الكالسيوم الفلورية الزرقاء.

## الإظهار الإلكتروني
إن المواد الفلورية المثارة بواسطة الحزمة الإلكترونية المصطدمة بالطلاء الفسفوري على واجهة أنبوب الأشعة المهبطية يولد الصورة التي نشاهدها في الرائي. ولهذا السبب، يجب استخدام الفسفوريات ذات زمن اضمحلال قصير، لأن كل عنصر من عناصر الصورة الفسفورية يمسح بواسطة حزمة إلكترونية حوالي 30 مرة في الثانية، وبالتالي فإن التألق الناتج عن كل إثارة يجب أن يتناقص إلى مستوى منخفض لا يتداخل مع الإشارة التالية. ويمكن التسامح باستخدام الفسفوريات ذات زمن اضمحلال يزيد عن بضعة أجزاء مئوية من الثانية، بالرغم من أن الفسفوريات ذات زمن الاضمحلال الأقل تكون محبذة أكثر.

## التأثيرات البصرية
تعتبر المبيضات البصرية تطبيق آخر للمواد الفلورية. هذه المواد هي أصبغة عضوية عديمة اللون ذات أساس فينيلي. يمكن إثارة الأصبغة بكمية صغيرة من الأشعة الضوئية فوق البنفسجية الموجودة في ضوء النهار لإعطاء اللون الأزرق الفلوري، والذي يعوض امتصاص اللون الأزرق المسؤول عن اللون الشاحب لمعظم الأقمشة الطبيعية المبيضة. المواد الفلورية الموجودة في بقية الأصبغة والفسفوريات اللاعضوية المطبقة على الأقمشة أو المواد الأخرى تستخدم للحصول على التأثيرات البصرية الخاصة من أجل الدعاية، والمسرح، وأغراض الإظهار الأخرى، تحت تأثير ظروف الإثارة بضوء النهار أو الأشعة فوق البنفسجية.

## الأبحاث، والتشخيص، والتنقيب
تستخدم المواد الفلورية بشكل واسع في الأبحاث والتشخيص في علم الأحياء الدقيقة والطب، حيث تستخدم الأصبغة الفلورية، مثل الفلورسين، والرودامين، وأزرق الأنيلين، في تمييز ووتعقب البروتينات. ومن بين التطبيقات الأخرى للمواد الفلورية استخدام الأصبغة الفلورية المنحلة في الماء لتعقب جريان التيارات الخفية، وكمساعد في التنقيب عن بعض الفلزات، مثل السكليت sceelite (تنغستات الكالسيوم) التي تعطي لون فلوري أزرق، والويلميت (willemite) (سيليكات الزنك) التي تعطي لونًا أخضرًا تحت تأثير التحفيز بالأشعة فوق البنفسجية قصيرة الموجة.

## المصباح الفلوري
توظف المصابيح الفلورية تظافر تألق الغازات والمواد الصلبة لإنتاج الضوء المرئي. يتألف المصباح الفلوري من أنبوب زجاجي ممتلئ بمزيج منخفض الضغط من غاز الأرغون وبخار الزئبق، مطلي من الداخل بمسحوق تألقي أو مزيج من هذه المساحيق، ومزود بقطبين كهربائيين في كلتا نهايتيه. تمر شحنة تفريغ كهربائي خلال الغاز بين القطبين. يثير اصطدام الإلكترونات والأيونات ذرات الزئبق إلى حالة طاقية أعلى، التي تعود إلى حالتها الأخفض بتحولات إشعاعية منتجة إصدارات مرئية وفوق بنفسجية. وعند استخدام ضغط منخفض، فإن نصف الطاقة الكهربائية الداخلة إلى المصباح تتحول إلى 253,7 نانومتر وهو خاصية إشعاعية لذرة الزئبق.
يختار الطلاء الفسفوري من أجل الفعالية التي تثار عندها المادة بطول موجة تحت البنفسجية ولون التألق المرئي المرغوب. يغلب استخدام مواد الهالوفسفات القاعدية الأرضية في المصابيح الفلورية، والتي يرمز لها بـ (Ca,Sr)5(PO4)3(F,C1)، وتثار باستخدام الإثمد والمنغنيز.
اللون الصافي للمصباح الفلوري هو عبارة عن لون أبيض يتحدد بالتركيب المضبوط للفسفور أو مزيج الفسفوريات المستخدمة. الكمية الصغيرة من الضوء المرئي المتولد نتيجة التفريغ الكهربائي المنتقل بواسطة الطلاء الفسفوري تضاف إلى الضياء الناتج من المصباح. الفعالية الضوئية للمصابيح الفلورية أعلى بكثير من المصابيح المتوهجة (incandescent lamps)، والتي تحول معظم الطاقة الكهربائية الداخلة إلى حرارة.